# سایلنت هیل (فیلم)
سایلنت هیل (به انگلیسی: Silent Hill) فیلمی ترسناک به کارگردانی کریستف گان و نویسندگی راجر آوری و کریستف گان محصول مشترک کانادا و فرانسه است، که در ۲۱ آوریل ۲۰۰۶ اکران شد.
این فیلم اقتباسی است از مجموعه بازی‌های ترس و بقا و موفق سایلنت هیل ساخت شرکت کونامی. دنباله‌ای بر این فیلم با عنوان سایلنت هیل: مکاشفات در اکتبر ۲۰۱۲ ساخته شد.